# Каратауский фосфоритоносный бассейн
Каратауский фосфоритоносный бассейн (каз. Қаратау фосфорит алабы) — группа крупных месторождений фосфоритов на юге Казахстана, в Жамбылской и Туркестанской областях.

## Географическое положение
Территория вытянута вдоль северо-восточного склона хребта Каратау. Общая площадь бассейна составляет 2,5 тыс. км², длина — 120 км, ширина — от 15 до 25-30 км.
Крупнейшие месторождения — Жанатасское (Джанатас), Кокджонское, Коксуйское, Гиммельфарбское, Учбасское, Чулак-Тауское, Аксайское, Тьесайское. Всего в пределах бассейна выявлено 45 месторождений. Промышленный центр — город Жанатас.

## Морфология
Каратауский фосфоритоносный бассейн сложен породами верхнего докембрия и нижнего палеозоя. Фосфориты приурочены к шолактауской свите нижнего кембрия. Общая мощность продуктивного горизонта достигает 60 м, а суммарная мощность фосфоритных пластов — до 30—35 м. Фосфоритоносный пласт разорван несколькими продольными и поперечными трещинами приблизительно на 45 самостоятельных участков, формирующих отдельные месторождения. В некоторых местах фосфоритоносные породы выходят на поверхность и доступны для открытой добычи, но 80 % запасов залегают на глубинах более 150 метров.
Фосфоритная серия состоит из трёх основных горизонтов: доломитового (6—8 м), кремнистого (до 15—25 м) и фосфоритового (до 30—60 м). Каратауские фосфориты относятся к оолитово-микрозернистому типу и сложены оолитами и фосфатными зёрнами размерами порядка 0,3 мм и менее.

## Запасы полезных ископаемых
Запасы фосфоритов оцениваются в 15 млрд тонн руды с 15-25 % P2O5 (или 3,5 млрд т P2O5).
Наряду с фосфором добываются редкоземельные элементы и фтор.

## Эксплуатация
Первые сведения о каратауских фосфоритах были получены в 1936 году экспедицией, руководимой геологом И. И. Машкаром. В 1938 году были развёрнуты поисково-оценочные и разведывательные работы под руководством П. Л. Безрукова, Б. М. Гиммельфарба и А. С. Соколова.
Разработка каратауских месторождений ведётся с 1946 года предприятием «Каратау». С 1964 года на месторождении Чулак-Тау начата добыча шахтным способом. В 1971 году предприятие «Каратау» было награждено орденом Ленина.
Месторождения Чулак-Тау, Аксайское, Жанатасское, Кокджонское и Тьесайское, содержащие 88 % разведанных запасов, связаны с городом Тараз железными и шоссейными дорогами.
В настоящее время из известных 12 участков месторождения разрабатываются три: Чулактау, Аксай и Джанатас, совокупные запасы которых достигают 1,5 млрд. т. Управляющее предприятие «Каратау» входит в состав ТОО «Казфосфат».